# فلورانس مالخام
فلورانس مالخام خانقاه (۱۳۴۸ در کرمانشاه - ) نویسندهٔ زن مسیحی آشوری است.

## مضمون آثار
فلورانس مالخام کوشیده تا در آثارش میهن‌دوستی و هویت‌خواهی ملی را با صلح‌طلبی و تلاش در راستای زدودن تعارضات میان هویت‌های گوناگون آشتی داده و نشان بدهد که تعلق به یک هویت و دوست داشتن آن می‌تواند بی آنکه به ورطهٔ ناسیونالیسم و تفکر دولت‌مدار بیفتد، با صلح‌طبی و بشردوستی سازگار شده و در خدمت بشریت قرار بگیرد.

## آثار
- مالخام خانقاه، فلورانس، در اوج، ارومیه: انتشارات اولکر، ۱۳۹۲.
- مالخام خانقاه، فلورانس، نهال‌های برومند، ارومیه: انتشارات اولکر، ۱۳۹۵.
- مالخام خانقاه،فلورانس،طعم گس زندگی تهران:انتشارات هوبر،۱۴۰۱.